# Настасья Микулишна
Настасья Микулишна (Настасьюшка Никулична) — поленица, младшая дочь былинного богатыря Микулы Селяниновича, жена Добрыни Никитича в былинах «Добрыня и змей»; «Женитьба Добрыни».

## Образ поленицы
Настасья Микулишна — это имя двух героинь в русском эпосе. Одна из них — это исполинская поленица (богатырша).
Былина о женитьбе Добрыни на Настасье известна в двух основных вариантах. В одном — какая-то сила удерживает Добрыню от боя с Настасьей Микулишной, которую он сначала принимает за богатыря-мужчину.
В другом варианте, после победы над змеем — Добрыня, видя огромного богатыря, вступает с ней в поединок, но терпит позорное поражение. Настасья «ухватила Добрыню за жёлты кудри, сдёрнула Добрынюшку со седла долой», не глядя суёт Добрыню себе в карман, и потом задумывается, кого, собственно, в карман сунула. Решает: если богатырь понравится — я за него замуж пойду, если не понравится — голову срублю. Достаёт Добрыню, и тот ей нравится, она выходит за него замуж.
Настасья является героиней ещё одной былины — «Неудавшаяся женитьба Алёши Поповича». В этой былине князь Владимир отправляет Добрыню «в орду» со сложным дипломатическим поручением, Настасья верно ждет Добрыню двенадцать лет, но затем приходит ложная весть о гибели Добрыни, и князь Владимир принуждает Настасью выйти замуж за Алешу Поповича. Узнавший об этом Добрыня является на свадьбу, переодетый скоморохом. И все же Настасья Микулишна узнала мужа.

## В мультфильмах
В мультфильмах студии «Мельница» о трёх богатырях её зовут Настасья Филипповна. В отличие от Алёнушки и Любавы, имя жены Добрыни Никитича идентично былинной героине. Настасью озвучивали Елена Шульман и Юлия Зоркина.

## В видеоиграх
В игре Fate Grand/Order (2015) призывается в качестве слуги класса Райдер, выдавая себя за Добрыню Никитича.